# Templo de Quirino
Templo de Quirino (em latim: Aedes Quirinus ou Templum Quirinus) era um templo dedicado ao deus Quirino que ficava localizado na encosta ocidental do monte Quirinal, perto do Antigo Capitólio, um local que hoje equivale à esquina entre a Via del Quirinale com a Via delle Quattro Fontane, do lado da Piazza Barberini, no rione Trevi. Domiciano mais tarde construiu o Templo da Gente Flávia nas imediações.

## História

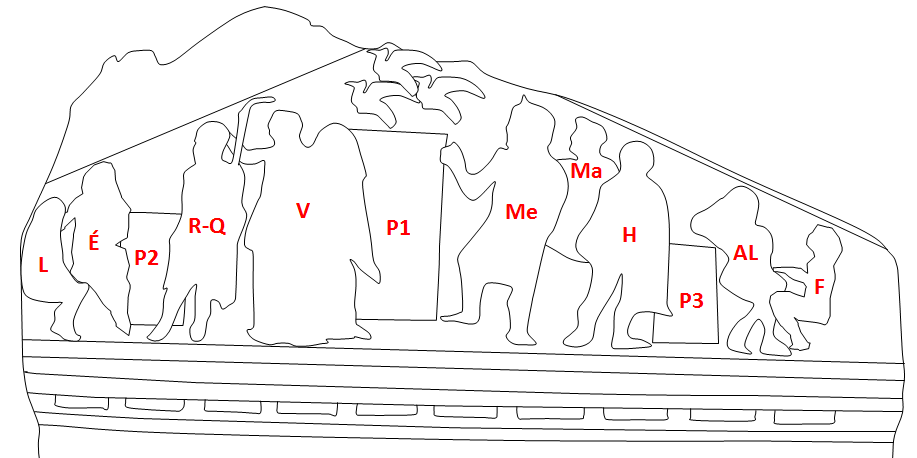
O relevo representa Rômulo deificado (identificado com Quirino), que é levado à apoteose por uma Vitória ("V") e Marte ("Ma"), representado no fundo. A cena se desdobra diante de um templo caracterizado pelas três portas da cela ("P1", "P2" e "P3"), sendo que a que está no centro, que Rômulo ("RQ") está prestes a cruzar flanqueado por Mercúrio ("Me"), é a mais alta e está encimada por três aves, em referência às aves observadas durante os auspícios sobre a fundação de Roma. Atrás de Mercúrio está Hércules ("H"), presente por causa de suas ligações com Marte e com as lendas do Palatino e a Ara Maxima.Nas duas extremidades do relevo estão representados dois casais, identificados como Eneias e Lavínia ("E" e "L"), possível personificação de Lavínio, atrás de Rômulo e Aca Larência e Fáustulo ("AL" e "F") atrás de Hércules. Cada par provavelmente estava acompanhado por um animal, um lobo perto de Fáustulo e uma porca perto de Eneias, lembrando as lendas dos gêmeos Rômulo e Remo e da fundação de Lavínio. Este releva era parte de um vasto programa ideológico empreendido por Augusto, cujo objetivo era fortalecer os laços que supostamente ligavam sua família às várias lendas associadas à fundação de Roma.

Segundo autores antigos, o Templo de Quirino foi construído e dedicado ao deus sabino Quirino (que depois passou a representar o próprio Rômulo deificado) pelo cônsul Lúcio Papírio Cursor em 293 a.C. cumprindo um voto feito pelo seu pai depois do final de sua ditadura em 309 a.C.. No local ficava um outro templo mais antigo, da época arcaica, construído pela tribo dos sabinos, que viviam no Quirinal e acredita-se que o nome da colina seja resultado de sua presença no local.
A data mais provável de seu fechamento foi a perseguição aos pagãos no final do Império Romano (séculos IV e V). Segundo Plínio, o Velho, o templo era precedido por duas árvores, cujo estado dos ramos simbolizava o equilíbrio e a coexistência pacífica entre patrícios e plebeus:
| “ | Entre os templos mais antigos está o de Quirino, isto é, do próprio Rômulo: duas árvores de murta sagradas, plantadas diante do templo, viveram ali por muito tempo, chamada uma de patrício e a outra de plebeia; por muitos anos a murta patrícia foi predominante, cheia de viço e vigor; e enquanto o Senador prosperou, era enorme; a murta plebeia era raquítica e miúda; mas quando ela se avantajou no momento em que a murta patrícia começou a definhar, durante a guerra dos Marsos, a autoridade dos senadores enfraqueceu e, pouco a pouco, a antiga e majestosa caiu em exaustão e esterilidade. | ” |
|   | — Plínio, o Velho, História Natural. |   |

Em 45 a.C., Júlio César mandou colocar uma estátua de si próprio em trajes divinos com a inscrição "DEO INVICTO" baseada na estátua de culto do próprio Quirino que ficava na cela do templo. Em 16 d.C., o templo foi inteiramente reconstruído por Augusto depois que ele próprio assumiu seu status de "filho de um Deus", mas não repetiu os excessos de Júlio César, seu pai adotivo, em relação ao simbolismo.
Escavações no local conduzidas por Andrea Carandini utilizando radar de penetração no solo no monte Quirinal revelou possíveis restos do templo no local.

## Descrição
Antes da restauração da época augustana, o templo era um díptero octostilo de ordem dórica com uma peristase com 76 colunas, a idade de Augusto em 16 d.C., segundo Vitrúvio: oito na frente e oito atrás, em duas fileiras com quatro cada uma e mais duas fileiras de quinze colunas nas duas laterais. O templo ficava em uma plataforma elevada e larga sobre a qual estavam, em cada um dos lados longos, dois longos pórticos dórico de cerca de trinta colunas em duas fileiras e aos quais se chegava através de dois degraus.
O frontão do é conhecido graças à sua representação no chamado "Relevo de Don Hartwig", que fazia parte da decoração do Templo da Gente Flávia, localizado em nas proximidades. Em um fragmento desse relevo aparecem dois capitéis toscanos ou dóricos sustentando um entablamento encimado por um frontão decorado com um relevo. O edifício parece ser tetrastilo.
O tímpano do frontão era decorado por uma cena na qual Rômulo-Quirino era o protagonista. Esta cena foi interpretada pela primeira vez como "Rômulo e Remo tendo os auspícios para a fundação de Roma". Trata-se, porém, de um paralelo entre a deificação de Quirino com as origens de Roma.